# Уралвагонзавод
АО «Научно-производственная корпорация „Уралвагонзавод“ имени Ф. Э. Дзержинского» — советская и российская корпорация, занимающаяся разработкой и производством военной техники, дорожно-строительных машин, железнодорожных вагонов. В корпорацию входят научно-исследовательские институты, конструкторские бюро и производственные предприятия. Головное предприятие — завод «Уралвагонзавод», расположенный в Нижнем Тагиле Свердловской области.
Из-за войны в Донбассе и вторжения России на Украину корпорация находится под международными санкциями Евросоюза, США, Великобритании и ряда других стран.

## История
Проектировали завод три тысячи советских инженеров под руководством А. В. Иванькова, который изучал вагонное производство в Америке. За основу был взят принцип прямоточности: по законам конвейера расположены корпуса, в каждом из них — по несколько цехов, объединённых технологическим процессом. Это был один из первых проектов крупного машиностроительного предприятия с поточным производством, выполненный советскими инженерами без участия иностранных специалистов.
Хотя проектирование завода официально осуществлялось советскими инженерами, историки отмечают значительное влияние американских промышленных практик. В рамках сталинской индустриализации советское правительство привлекло американские архитектурные и инженерные фирмы, в том числе бюро Albert Kahn Associates из Детройта, для консультирования по проектированию крупных промышленных предприятий. Организация производственного процесса на Уралвагонзаводе была во многом смоделирована по образцу автомобильных заводов Ford, в частности комплекса River Rouge.
Финансирование индустриальных проектов, включая строительство Уралвагонзавода, требовало значительных валютных поступлений. Существенная часть средств была получена за счёт экспорта зерна. Несмотря на нарастающий голод в Украине и других регионах СССР, в 1932—1933 годах руководство страны продолжало экспорт зерна в значительных объёмах, что, по оценкам исследователей, стало одним из факторов голодомора — массового голода, унёсшего миллионы жизней.
Первые рабочие прибыли в 1931 году. Из-за бытовой неустроенности, холодов, болезней в первые годы строительства люди уезжали, уходили, бежали с Уралвагонстроя. В 1931—1934 годах коллектив работающих ежегодно менялся несколько раз. Имелись две более или менее постоянные группы. Это — около 5000 коммунистов и комсомольцев, прибывших в разное время по путёвкам своих организаций. 26 января 1932 года по решению Наркомтяжпрома СССР на работу в Нижний Тагил приехали члены интернациональной коммуны «Цемент». Коммуна «Цемент» состояла из финнов, немцев, чехов, поляков, американцев. Они руководили бригадами кровельщиков, штукатуров, обучали строителей прогрессивным методам труда.
Также специально для использования на Уралвагонстрое в конце 1932 года была переведена из города Чусового и размещена в посёлке Красный Бор исправительно-трудовая колония. К середине 1933 года численность «контингента» ИТК достигла 4000 человек. В 1936 году Уралвагонстрой освободился от применения труда заключённых.
2 марта 1936 года заводу присвоено название «Уральский вагоностроительный завод имени Ф. Э. Дзержинского». Изначально производил тяжёлые железнодорожные вагоны — первый вагон выпущен 11 октября 1936 года.
В 1941 году завод то и дело останавливал конвейер из-за систематических перебоев с лесом и металлом, нарушений технологического процесса, приводивших к перекосу рамы вагона ещё на этапе его сборки.

### Период Великой Отечественной войны
В августе 1941 года по решению Государственного комитета обороны на базе Уралвагонзавода и 11 эвакуированных предприятий был создан Уральский танковый завод № 183 им. Коминтерна. В конце 1941 года из западной части СССР сюда были эвакуированы одиннадцать предприятий, в том числе группа учёных Московского высшего технического училища имени Баумана, Государственная союзная лаборатория режущих инструментов и электросварки имени Игнатьева, Московский станкостроительный завод имени Орджоникидзе, Мариупольский броневой завод имени Ильича, Харьковский машиностроительный завод № 183 (он же до 1939 года — Харьковский паровозостроительный завод), Бежицкий сталелитейный завод. Уральский вагоностроительный завод одно за другим сворачивал производства: вагонное, экспериментальный цех, освобождая площадки для создания на базе эвакуированных в Нижний Тагил предприятий нового Уральского танкового завода. Основу его производства составил Харьковский танковый завод № 183 им. Коминтерна. В Нижний Тагил прибыл директор завода № 183 — Максарёв Юрий Евгеньевич. Приказом по заводу от 10 ноября 1941 года была утверждена схема организации управления заводом.
Наркоматом танковой промышленности СССР была утверждена программа выпуска танков Т-34, которую принял к неуклонному исполнению завод № 183 на Уралвагонзаводе, о чём свидетельствует приказ директора завода от 13 октября 1941 года № 1007, в котором установлены сроки и нормы, а именно в ноябре запланирован выпуск 65 машин.
До конца войны «Уралвагонзавод» выпустил 25 266 танков Т-34. Каждый второй танк Т-34, принявший участие в боевых действиях, сошёл с конвейера этого завода. Кроме того, завод производил бронекорпуса для самолётов Ил-2, авиабомбы (типов ФАБ, ЗАБ, ХАБ), артиллерийские передки.
Уральский танковый завод в 1943 году сыграл исключительную роль в создании Уральского добровольческого танкового корпуса. Из более 200 штук, необходимых для комплектования корпуса танков, он произвёл 145. Добровольцами на фронт весной 1943 года ушли 185 заводчан. Всего в сражениях Второй мировой войны приняло участие более шести тысяч рабочих, из них 3111 человек погибло.
26 мая 1945 года завод был переименован в «Уральский вагоностроительный завод имени И. В. Сталина».

### Послевоенное время
В послевоенное время завод снова сосредоточился на производстве вагонов, но быстро расширил свою деятельность и начал выполнять заказы военного, сельскохозяйственного, строительного и авиационно-космического характера. 19 марта 1946 года началось производство большегрузных платформ. В 1947 году завод приступил к производству полувагонов, в 1948 году — крытых вагонов. Опыт конвейерного производства танков, новейшие технологии, оборудование были использованы в период восстановления вагонного производства на «Уралвагонзаводе».
В 1952 году «Уралвагонзавод» получил задание на производство железнодорожных цистерн для транспортировки жидкого кислорода. В начале 60-х годов КБ криогенного машиностроения «Уралвагонзавода» совместно с учёными ВНИИ криогенного машиностроения разработали изотермические цистерны на основе вакуумно-порошковой изоляции. На этой основе на «Уралвагонзаводе» за 50—80-е годы XX века разработаны десятки модификаций изотермических железнодорожных и стационарных цистерн, широко использующихся в различных отраслях промышленности.

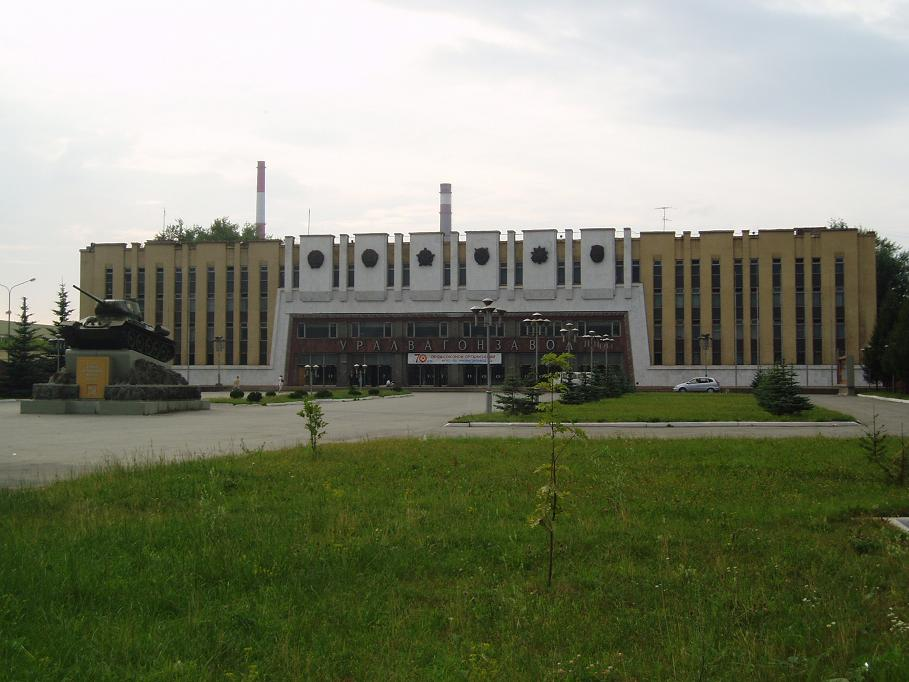
Центральная проходная НПК «Уралвагонзавод»

В 50-е — 60-е годы заводом были созданы и выпускались танки Т-54, Т-55, Т-62 и их модификации.
12 сентября 1963 года завод был переименован, снова став «Уральским вагоностроительным заводом имени Ф. Э. Дзержинского».
На «Уралвагонзаводе» был разработан и с 1974 года производится танк третьего поколения Т-72 — один из лучших танков второй половины XX века, состоящий ныне на вооружении в армиях нескольких десятков стран мира.
В 1974 году с конвейера сошёл последний вагон с деревянной обшивкой.
С 12 апреля 1984 года завод носит название «Уралвагонзавод».

### Настоящее время
28 августа 2007 года президент России Владимир Путин подписал указ о преобразовании ФГУП «Уралвагонзавод» в ОАО «НПК „Уралвагонзавод“». По сообщению пресс-службы президента, решение принято в целях «сохранения и развития научно-производственного потенциала в создании перспективных комплексов бронетанкового и артиллерийского вооружения, рационализации оборонного производства и повышения конкурентоспособности производимой продукции». Завершить создание корпорации правительству поручено за год.
20 сентября 2007 года был подписан контракт с ОАО «РЖД» на поставку 40 тыс. грузовых вагонов стоимостью 68 млрд руб. за три года (до 2010), что покрывает более 70 % потребностей Челябинского тракторного завода.

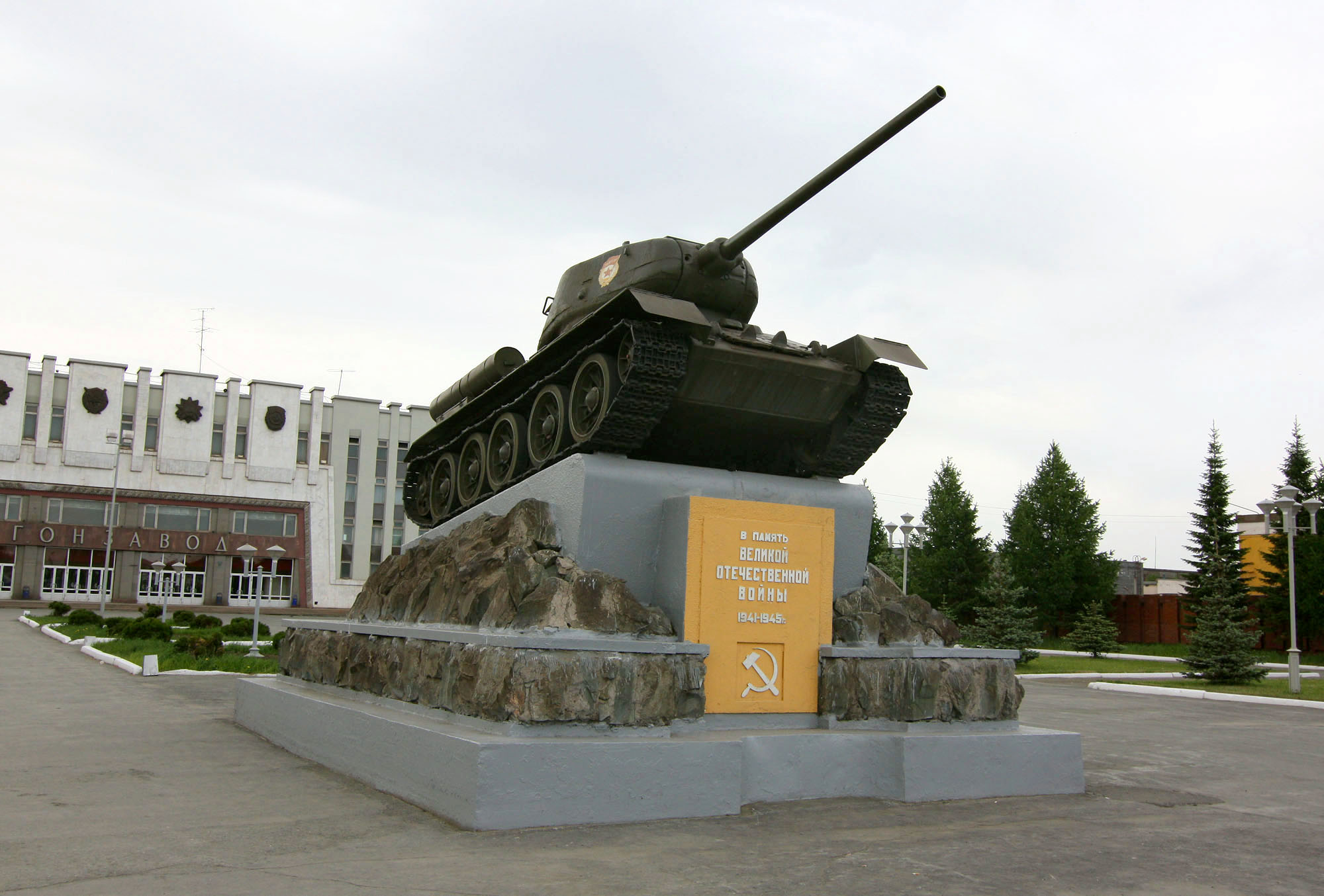
Памятник танк Т-34-85 возле здания НПК «Уралвагонзавод»

К началу 2009 года контракт с «РЖД» практически был выполнен, при этом предприятие столкнулось с жёсткой ценовой политикой «РЖД», отсутствием новых заказов и оказалось на грани дефолта. Долг «Уралвагонзавода» составлял 66 млрд рублей, каждый день предприятие тратило более 30 миллионов рублей на обслуживание долговых обязательств. Собственник полностью обновил руководство «Уралвагонзавода». Также корпорации была оказана масштабная финансовая помощь. В сентябре 2009 года правительство выделило «Уралвагонзаводу» 4,4 млрд рублей на увеличение уставного капитала. В декабре 2009 года было принято решение увеличить уставной капитал ещё на 10 млрд рублей. В 2010 году корпорации удалось досрочно вернуть гарантии государству в размере 10 млрд рублей.
К концу 2009 года «Уралвагонзавод» полностью сформировал пакет заказов на 2010—2012 годы. Кроме «РЖД» заказчиком стала, в частности, «Транснефть», вместе с которой «Уралвагонзавод» основал совместное предприятие «Востокнефтетрансзадача», занимающееся перевозкой нефтепродуктов от нефтеналивного терминала в Сковородино до сливной эстакады спецморнефтепорта «Козьмино». Для этого предприятия «Уралвагонзавод» должен поставить 8,5 тыс. цистерн.
Открытие южного пролёта покрасочного цеха АО Научно-производственная корпорация «Уралвагонзавод», прошедшее 9 июня, вошло в топ-лист событий 2010 года по версии Минпромторга РФ.
В 2010 году в корпорации был создан центр корпоративного управления (ЦКУ), основной функцией которого является управление предприятиями, входящими в интегрированную структуру ОАО Научно-производственная корпорация «Уралвагонзавод», а также всеми остальными дочерними и зависимыми обществами.
В 2011 году корпорация установила производственный рекорд — годовой план по выпуску 24 тыс. единиц подвижного состава был выполнен досрочно. В 2011 году корпорация выпустила 25 500 единиц подвижного состава, поставив абсолютный рекорд мира.
Также в 2011 году корпорация выпустила свой миллионный вагон. Сейчас каждый третий вагон на железных дорогах страны выпущен «Уралвагонзаводом».

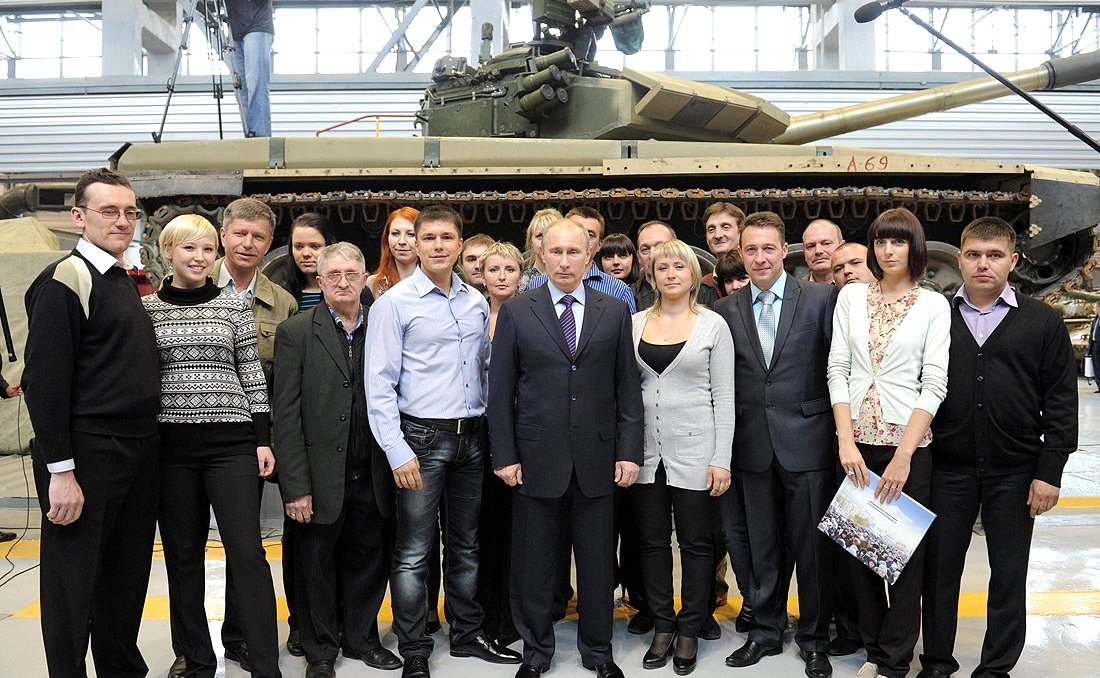
Президент России Владимир Путин с сотрудниками НПК «Уралвагонзавод», 2012 год

В декабре 2011 года трудовой коллектив завода принимал участие в прямой линии с премьером Владимиром Путиным, где начальник сборочного цеха Игорь Холманских предложил выйти с мужиками и отстоять свою стабильность, но, разумеется, в рамках закона от протестовавших против фальсификаций на выборах в Госдуму.
В 2012 году на УВЗ было поставлено два мировых рекорда — за год выпущено 28 000 вагонов и 120 000 вагонных осей.
Выручка от реализации работ и услуг по консолидированной отчётности УВЗ в 2012 году превысила 125 млрд рублей, а с учётом других зависимых обществ корпорации превысила 200 млрд рублей.
В 2013 году корпорация выпустила 20 500 вагонов. На 2014 год запланировано произвести и реализовать около 22 000 грузовых вагонов всех видов.
Финансовый кризис также негативно повлиял на работу предприятия — по состоянию на апрель 2015 года в вынужденных отпусках находились более 5 тысяч сотрудников. Главной причиной этому является стагнация на рынке вагоностроения и отсутствие спроса на подвижной состав. Летом все они вернулись на рабочие места.
8 мая 2015 года Альфа-банк заявил о намерении обратиться в суд с иском о банкротстве предприятия. Тяжба завершилась в октябре 2016 года мировым соглашением.
10 июня 2016 года Альфа-Банк вновь подал иск в Арбитражный суд Свердловский области о признании организации банкротом ввиду неуплаченного долга в 7,3 млрд рублей, в марте 2017 долг был погашен за счёт средств Газпромбанка (не менее 30 % акций по состоянию на 2018 контролируется государством) под государственные гарантии выплаты.
27 декабря 2016 года Владимир Путин подписал указ о передаче предприятия госкорпорации Ростех, правительству было поручено осуществить мероприятие за 18 месяцев. В Ростехе планировали сделать на базе УВЗ и Курганмашзавода бронетанковый холдинг. Главным поводом для передачи УВЗ в Ростех стало тяжёлое финансовое положение предприятия.

### Слияния и поглощения
В 2010 году корпорация приобрела контрольный пакет акций французского завода «Sambre et Meuse», которое будет поставлять УВЗ литые детали для тележек, боковые рамы и другие комплектующие для вагонов.

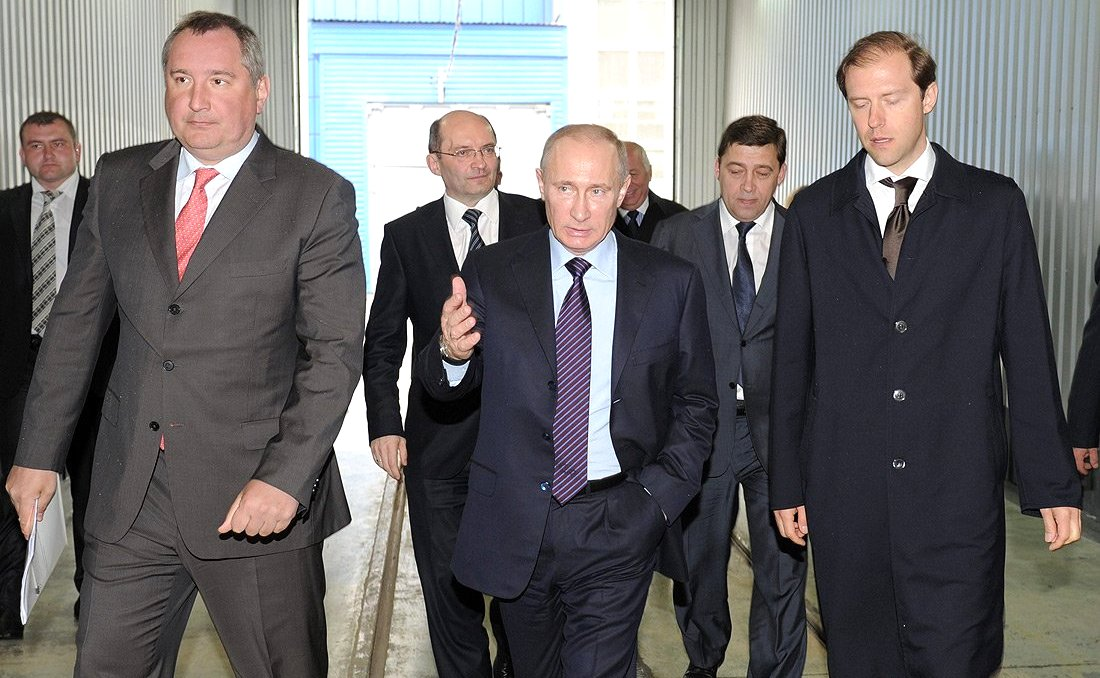
Дмитрий Рогозин, Владимир Путин, Олег Сиенко, Денис Мантуров, 2012 год

## Руководство
- Марьясин, Лазарь Миронович (1933—1936) — начальник Уралвагонстроя
- Павлоцкий, Григорий Зиновьевич (1935—1938)
- Раздобаркин, Максим Никитович (1938—1939)
- Александров, Георгий Григорьевич (октябрь 1939 — сентябрь 1941)
- Максарёв, Юрий Евгеньевич (1941—1946)
- Скачков, Семён Андреевич (1946—1949)
- Окунев, Иван Васильевич (1949—1969)
- Крутяков, Иван Фёдорович (1969—1979)
- Сычёв, Владимир Васильевич (1979—1981)
- Сотников, Вениамин Константинович (1981—1989)
- Серяков, Владимир Сергеевич (1989—1997)
- Малых, Николай Александрович (1997—2009)
- Сиенко, Олег Викторович (2009—2017)
- Потапов, Александр Валерьевич (2017—н.д.)[43]

## Деятельность

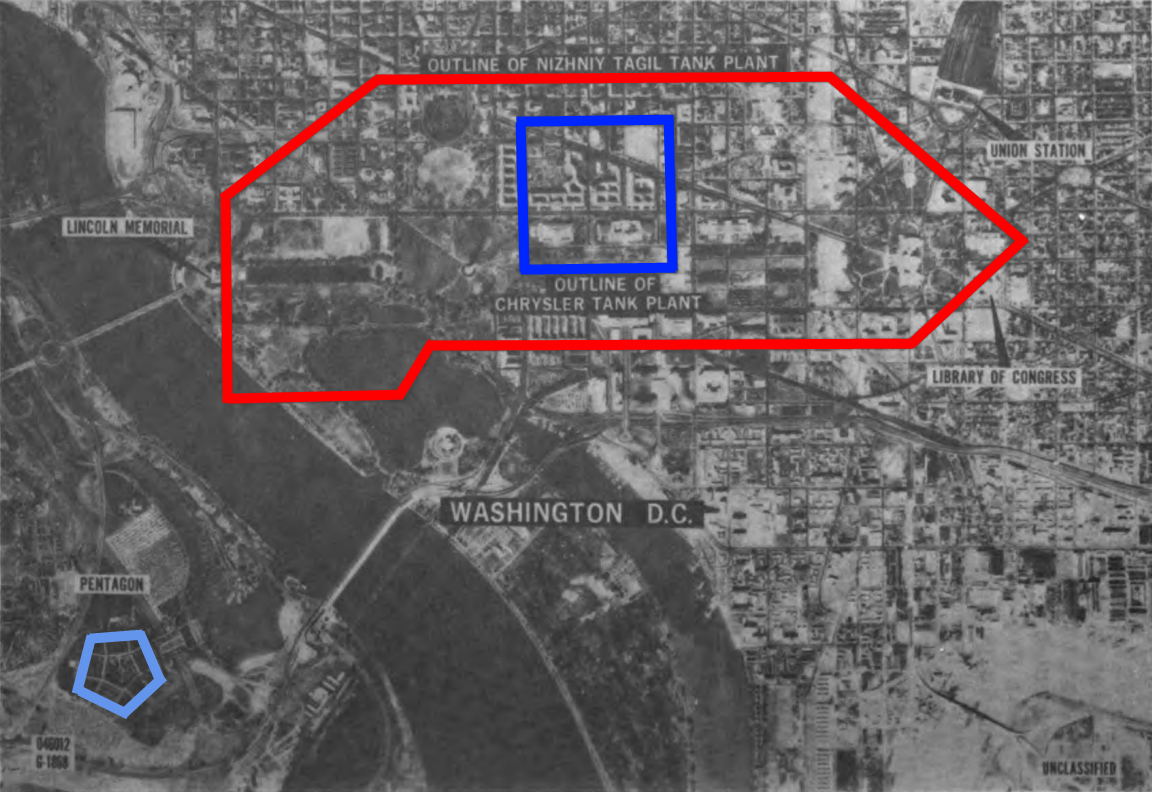
Сопоставление размеров Уралвагонзавода, Детройтского танкового арсенала США и Пентагона, экстраполированных на карту города Вашингтон в период Холодной войны

До конца существования СССР Уралвагонзавод являлся крупнейшим танкостроительным предприятием на планете, с численностью персонала свыше 40 тыс. работников (одновременно будучи крупнейшим работодателем данного промышленного региона). 27 апреля 1990 года Уралвагонзавод посетил Президент СССР М. С. Горбачёв, который обсудил с руководством предприятия перспективы конверсии оборонного производства с переходом на выпуск продукции невоенного назначения. С этого момента предприятие имеет диверсифицированную линейку продукции помимо собственно боевой техники.
Сегодня «Уралвагонзавод» производит грузовые вагоны, цистерны и боевые танки Т-90 и Т-14, играя важную роль в российском экспорте на международном рынке вооружений. В 2010 году он вернулся в список ста крупнейших мировых производителей оружия (из которого временно выбыл после обретения Россией независимости), составляющийся ежегодно Стокгольмским международным институтом исследования проблем мира (SIPRI), и заняв 90 место. В 2011 году снова вошёл в список SIPRI, поднявшись на 86 место.

### Международное сотрудничество
В рамках договора о военно-техническом сотрудничестве между РФ и Индией специалисты «Уралвагонзавода» подготовили производственно-техническую документацию и предоставили лицензию на производство ряда моделей бронетехники для Фабрики тяжёлого машиностроения в Авади близ Ченнаи, туда же была направлена документация для организации производства систем связи и управления огнём, смотровых приборов и оптико-электронных устройств. Кроме того, «Уралвагонзавод» обязался подготовить кадр индийских технологов производства и инженерно-технических работников в количестве 40 специалистов для организации производства танков советского и российского образца в Индии.
2016 год. Министерство обороны Индии намерено дополнительно закупить в течение трёх-четырёх лет 464 танка Т-90МС производства «Уралвагонзавода». Условия сделки должны быть объявлены в ближайшее время. Такую информацию обнародовало издание Daily Mail, ссылаясь на высокопоставленный источник в индийском военном ведомстве, что является достаточно крупным контрактом для корпорации.

### Показатели деятельности
В 2007 году выручка ОАО «Научно-производственная корпорация „Уралвагонзавод“» составила 39,59 млрд рублей (в 2006 году — 30,1 млрд рублей), чистая прибыль — 108 млн рублей.
В 2009 году выручка компании составила 36,3 млрд рублей, чистый убыток — 7,2 млрд рублей
Консолидированная чистая прибыль в 2010 году составила более 10 млрд рублей, общая выручка превысила 100 млрд рублей В первой декаде 2010 года удельный вес продукции гражданского назначения ОАО «Научно-производственная корпорация „Уралвагонзавод“» составил 46,9 % гражданской продукции отрасли. За январь-апрель 2010 года завод произвёл 3825 полувагонов и 1660 железнодорожных цистерн.
Чистая прибыль «Уралвагонзавода» по итогам 2011 года составила 8,7 млрд рублей, что в полтора раза выше аналогичного показателя 2010 года. Почти на четверть увеличилась выручка от реализации продукции — 67,8 млрд рублей. Наибольшую долю в структуре выручки заняла продукция вагоностроения — только от реализации полувагонов получено более 58 % от общей суммы. В целом в производстве железнодорожной техники в 2011 году был досрочно выполнен годовой производственный план и достигнут максимальный объём за всю историю завода — выпущено 26 000 единиц подвижного состава. По сравнению с 2010 годом рост составил более 40 %.
По РСБУ за 2014 год чистый убыток «Уралвагонзавода» составил 4,8 млрд руб. после прибыли в 443,8 млн руб. годом ранее. Выручка компании за отчётный период выросла на 7,4 % до 74,1 млрд руб., валовая прибыль увеличилась на 28,8 % до 12,9 млрд руб. В конце 2014 года УВЗ прогнозировал по итогам года чистую прибыль в размере 663 млн руб., выручку — на уровне 135,1 млрд руб. Краткосрочные обязательства УВЗ на 31 декабря 2014 года составляли 66,2 млрд руб. (+26,8 % к 2013 году), долгосрочные обязательства выросли в 3,1 раза до 47,3 млрд руб. В свою очередь правительство РФ согласилось выдать УВЗ госгарантии пока только на 7 млрд руб.
В 2016 году «Уралвагонзавод» увеличил экспорт военной техники на 35 млрд.руб., чем улучшил операционные показатели. Так, чистый денежный поток от операционной деятельности составил 22,7 млрд руб. Тем не менее, предприятие сохраняет высокий уровень долговой нагрузки. Коэффициент финансового левериджа равен 5,6 % при норме в 1-2 %. Расходы по обслуживанию долга не позволяют предприятию показать чистую прибыль. Убыток за 2016 год составил 4,5 млрд руб.
В 2018 году УВЗ изготовил 18 тысяч вагонов.

## Санкции
17 июля 2014 года министерство финансов США объявило о введении дополнительных санкций против Российской Федерации в связи с ситуацией вокруг Украины. В санкционный список включён «Уралвагонзавод» «в ответ на продолжающиеся попытки России дестабилизировать Восточную Украину».
15 марта 2022 года, на фоне вторжения России на Украину, «Уралвагонзавод» внесён в санкционные списки стран Евросоюза, так как «танки Т-72Б3, поставленные Уралвагонзаводом вооружённым силам России, использовались во время вторжения на Украину в 2022 году, таким образом, Уралвагонзавод несёт ответственность за материальную или финансовую поддержку действиям, которые подрывают или угрожают территориальной целостности, суверенитету и независимости Украины».
18 марта 2022 года «Уралвагонзавод» включён в санкционный список Новой Зеландии из-за «причастности к подрыву суверенитета и территориальной целостности Украины». После контрнаступления ВСУ в Харьковской области осенью 2022 года производство танков было переведено на трёхсменный режим. 23 февраля 2023 года «Уралвагонзавод» попал в санкционный список Канады против предприятий, участвующих в оборонной промышленности России и производстве вооружения, которое Россия использует на Украине.
Также «Уралвагонзавод», по аналогичным основаниям, включён в санкционные списки Великобритании, Норвегии, Японии, Украины, Австралии и Швейцарии.

## Продукция

### Продукция специального назначения
- Боевая машина пехоты Т-15;
- Боевая машина огневой поддержки «Терминатор»;
- Боевая машина огневой поддержки «Терминатор-2»;
- Боевая машина разминирования БМР-3М;
- Боевая ремонтно-эвакуационная машина БРЭМ-1, БРЭМ-1М;
- Танк «Армата» Т-14;
- Танк Т-90, экспортный вариант Т-90С;
- Модернизированный танк Т-72;
- Инженерная машина разграждения ИМР-3М;
- Танковый мостоукладчик МТУ-72;
- Танковый бульдозер-снегоочиститель ТБС-86.

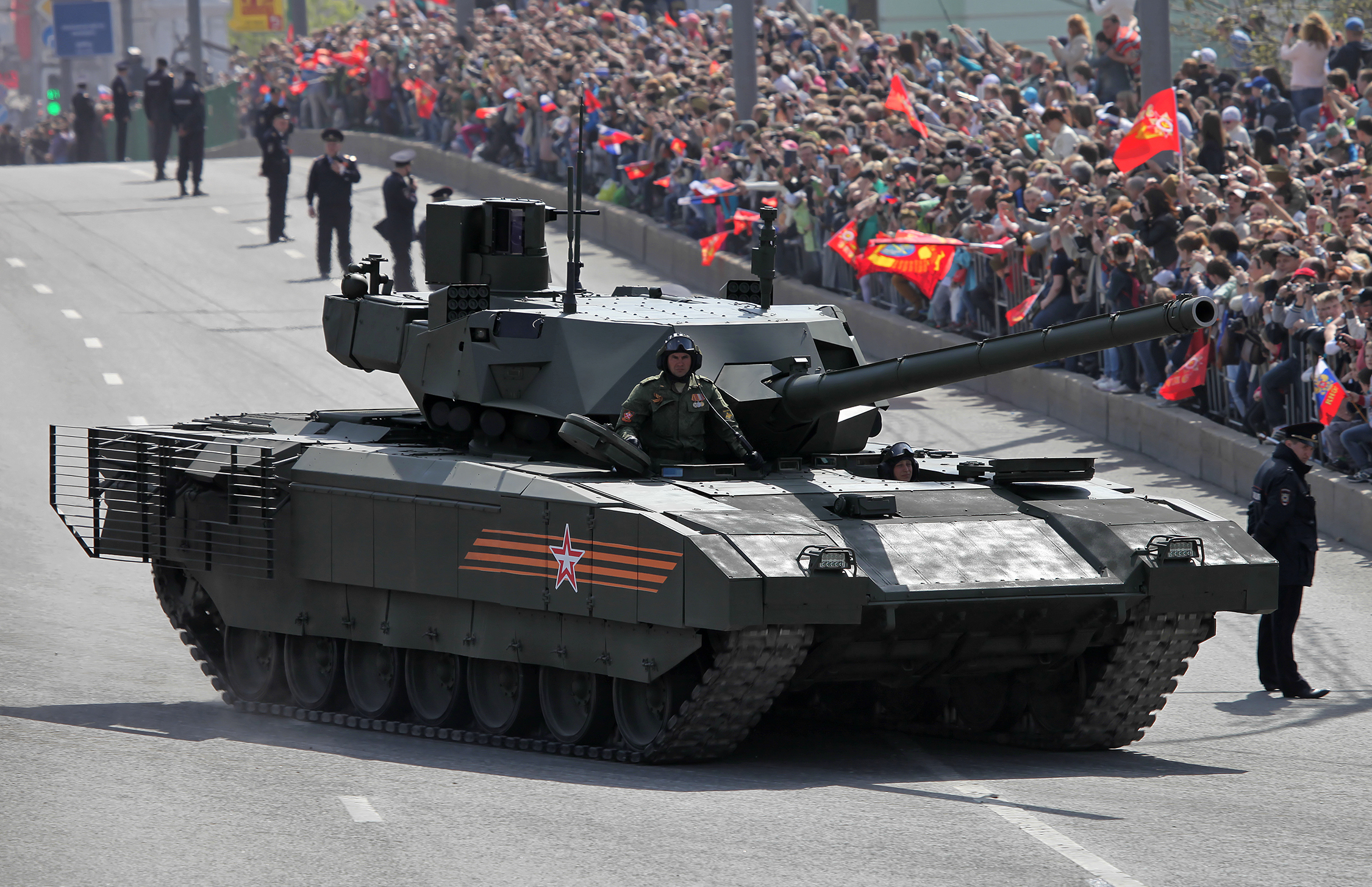
Танк Т-14 «Армата»
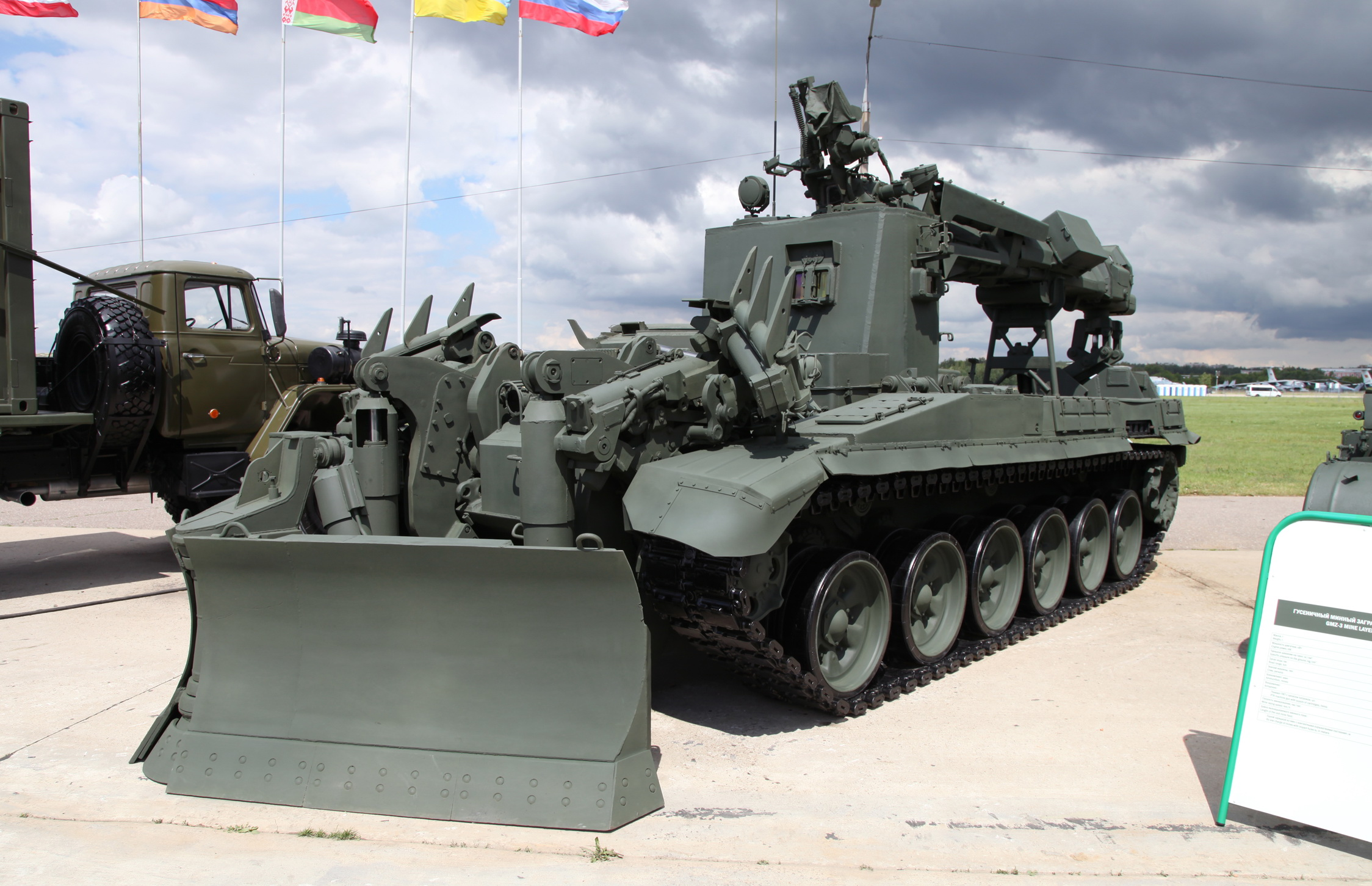
Инженерная машина разграждения ИМР-3М
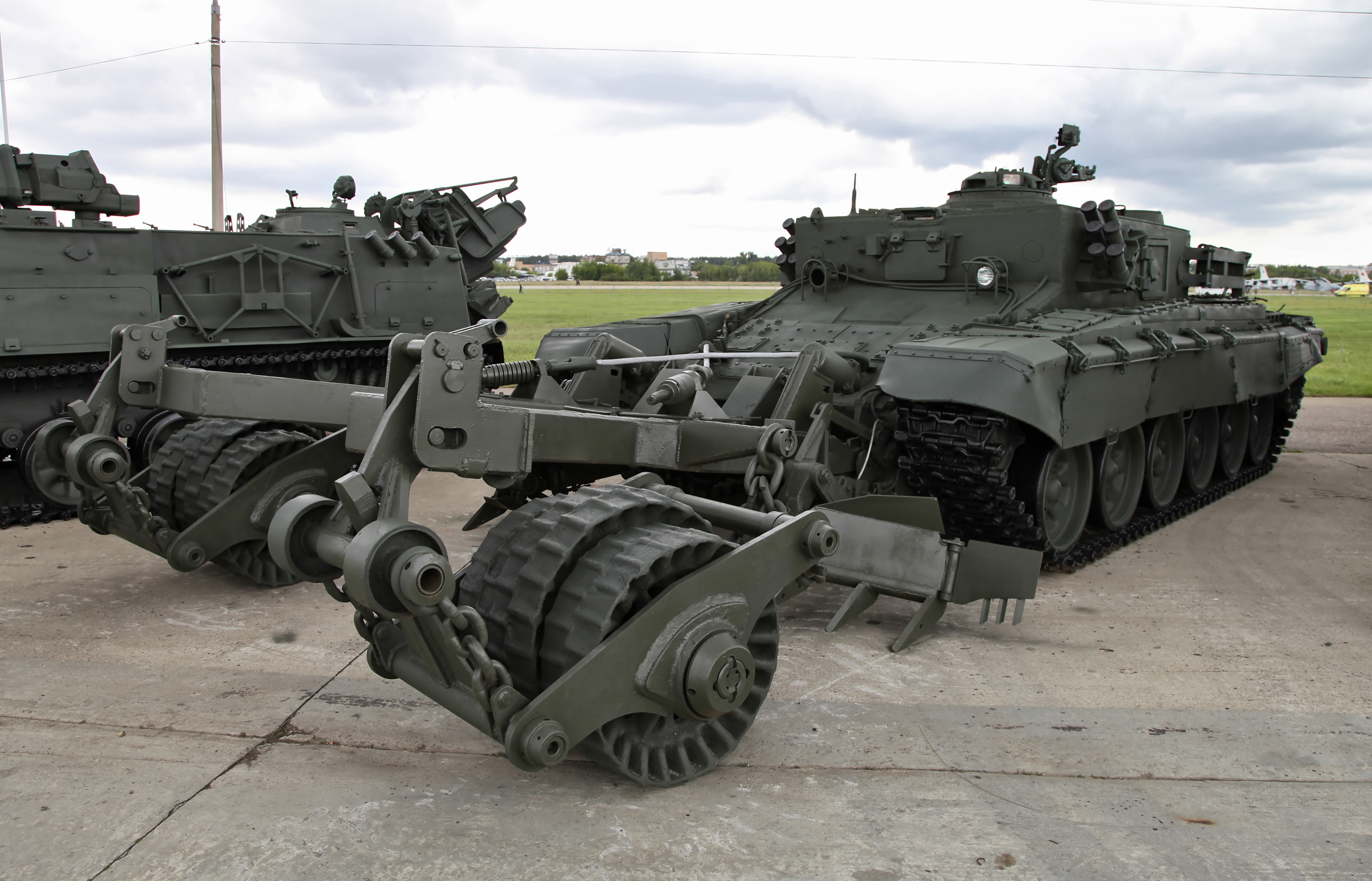
Бронированная машина разминирования БМР-3М
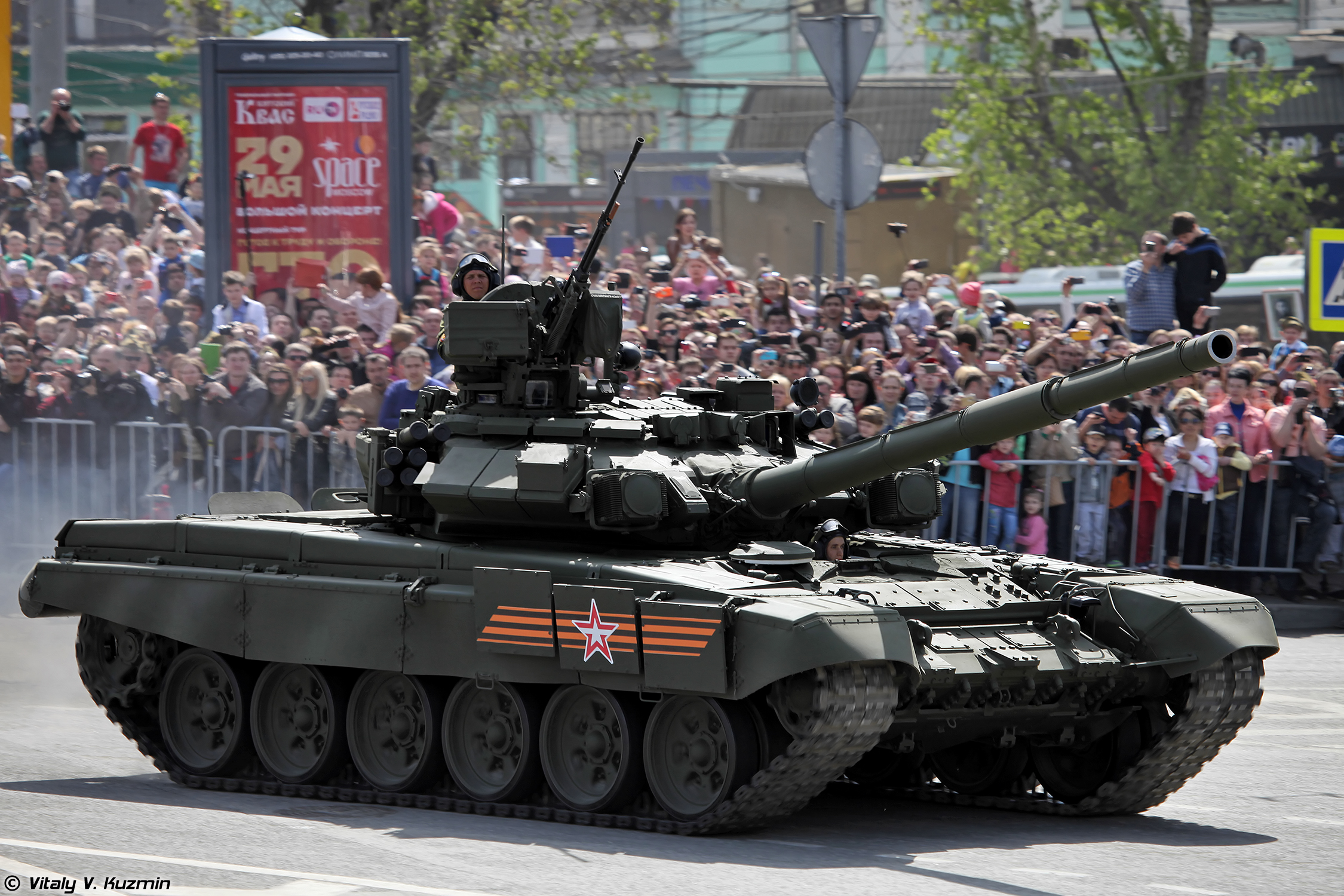
Танк Т-90А

### Изделия подвижного состава
- Железнодорожные цистерны:
  - Вагон-цистерна 15-157;
  - Вагон-цистерна 15-144-01;
  - Вагон-цистерна 15-150;
  - Вагон-цистерна 15-150-04;
  - Вагон-цистерна 15-150-04Б;
  - Вагон-цистерна 15-150-05;
  - Вагон-цистерна 15-156;
  - Вагон-цистерна 15-157-01;
  - Вагон-цистерна 15-157-02;
  - Вагон-цистерна 15-195;
  - Вагон-цистерна 15-5103-07;
  - Вагон-цистерна 15-565;
  - Вагон-цистерна 15-566;
  - Вагон-цистерна для нефтепродуктов 15-5157-04;
  - Цистерна для сжиженных углеводородных газов 15-588-01;
  - Цистерна для перевозки нефтепродуктов 15-5157-02.
- Платформы:
  - Вагон-платформа 23-5164;
  - Вагон-платформа 13-198;
  - Вагон-платформа 23-5162;
  - Вагон-платформа 23-592-01;
  - Вагон-платформа 23-592-02;
  - Вагон-платформа 23-599;
  - Вагон-платформа для перевозки леса и контейнеров 13-198-02.
- Полувагоны:
  - Полувагон 12-132;
  - Полувагон 12-132-02;
  - Полувагон 12-132-03;
  - Полувагон 12-196-01;
  - Полувагон с разгрузочными люками 12-196-02;
  - Полувагон со съёмной крышей 12-146.
- Вагоны малых серий:
  - Вагон-термос 23-5165;
  - Весоповерочный вагон ВПВ-135К.

### Продукция гражданского назначения
- Мобильная буровая установка для ремонта и освоения скважин МБР-125
- Мобильная буровая установка для ремонта и освоения скважин МБР-160
- Погрузчик малогабаритный с бортовым поворотом ПмК-6,02
- Тяговый модуль вагонов ТМВ-2

## Планы и перспективы

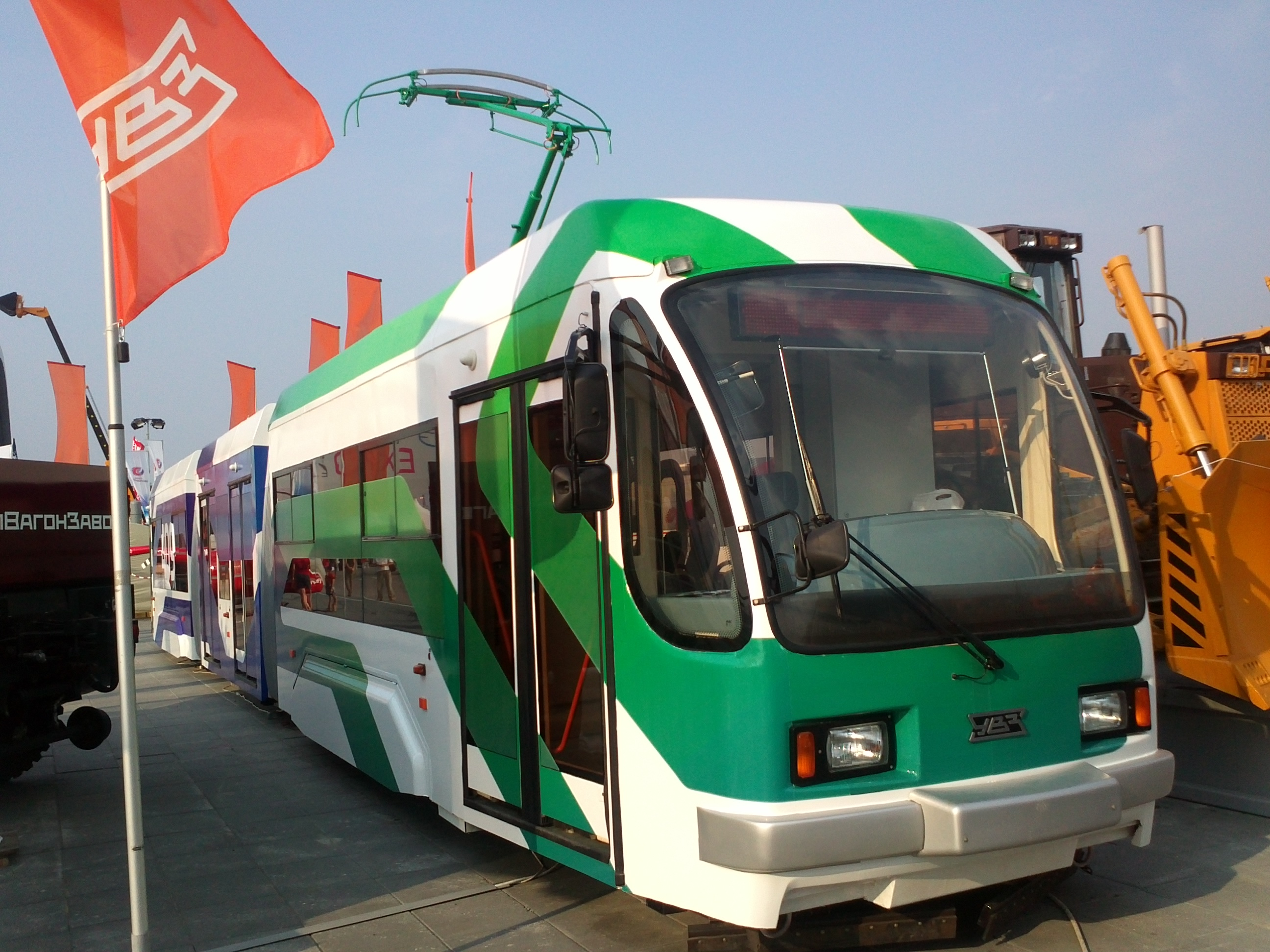
Трамвай производства УВЗ на выставке «Иннопром-2012»

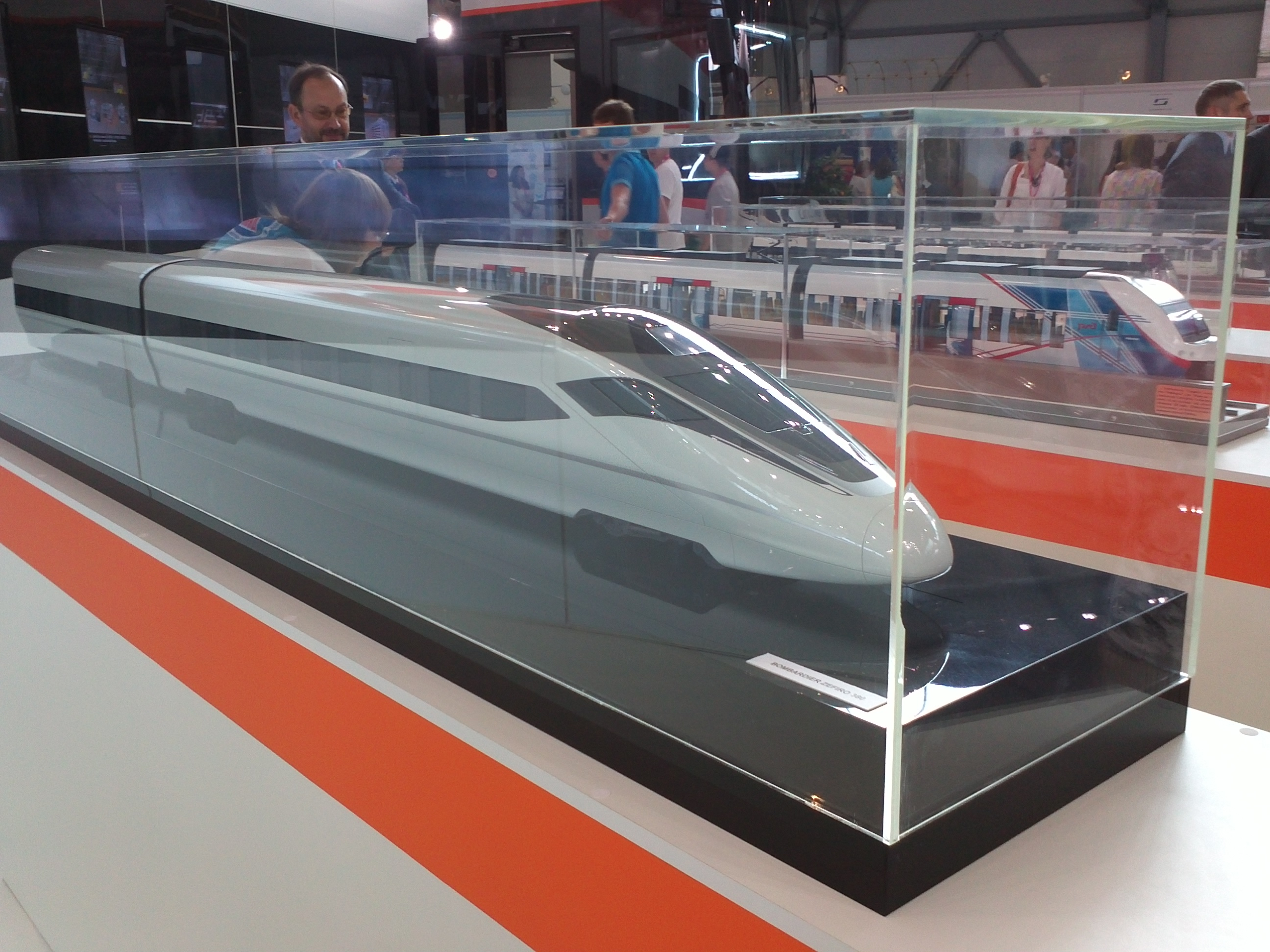
Перспективные поезда УВЗ на выставке «Иннопром-2012»

На «Уралвагонзаводе» в настоящий момент проводится масштабная программа по модернизации и оптимизации производства, направленная, в том числе, на улучшение качества литья. Завод осваивает производство новых видов продукции, например, мобильных буровых установок. Разрабатывается программа по утилизации железнодорожных вагонов, проводится работа по реструктуризации задолженностей.
В начале 2012 года сообщалось, что корпорация завершает due diligence по приобретению Казахстанской вагоностроительной компании, которая будет выпускать подвижной состав для казахстанских железных дорог.
На выставке «Иннопром-2014» был представлен инновационный низкопольный трамвай модели 71-410.
В рамках сотрудничества с Министерством обороны РФ готовится производство 261 нового танка Т-90, которые отправятся в первую очередь в Северо-Кавказский военный округ РФ; проводится модернизация существующего парка танков Т-72.
Корпорация занимается разработкой платформы для тяжёлой бронетехники «Армата». В 2015 году должно начаться серийное производство танков нового поколения на этой платформе. Минобороны в конце марта 2012 года сообщило об утверждении технического проекта новейшей тяжёлой платформы бронетехники «Армата».
Также идут переговоры с зарубежными партнёрами, в частности, с Монголией и Казахстаном.
В 2018 году будет изготовлено около 17 тыс. изделий подвижного состава разной номенклатуры, и эти цифры планируется сохранить, как минимум, в следующие два года.
В 2021 году «Уралвагонзавод» запатентовал два вида детской спортивно-игровой площадки в виде танка «Армата».

## Награды
- Орден Ленина (26 марта 1935 и 31 декабря 1970)
- Орден Октябрьской революции (15 сентября 1976)
- Орден Красного Знамени (10 февраля 1943)
- Орден Трудового Красного Знамени (16 июня 1942)
- Орден Отечественной войны I степени (10 июня 1946)
- Орден Святого благоверного князя Даниила Московского III степени (2006)
- Орден Святого благоверного князя Дмитрия Донского II степени (2005)
- Грамота Верховного главнокомандующего Вооружёнными силами Российской Федерации (10 октября 2016) — за заслуги в укреплении обороноспособности государства, разработке и создании современных образцов вооружения и военной техники[82].
- Почётный знак Российской Федерации «За успехи в труде» (13 сентября 2021) — за большой вклад в создание новой специальной техники, укрепление обороноспособности страны и высокие показатели в производственной деятельности[83].
- Орден «За доблестный труд» (2024)[84].
- В 2011 году УВЗ победил в двух номинациях ежегодной межрегиональной премии «Итоги года Урала и Сибири-2011»[85].